# 琅岐镇
琅岐镇是中国福建省福州市马尾区下辖的一个镇。琅岐镇所处的琅岐岛为福建省第四大岛。

## 建制沿革
琅岐古称“琅琦岛”、“琅琦山”、“嘉登岛”，俗称“刘岐”。地名浅释：琅者，美玉也；岐者，水中之高地也。。
唐代，琅岐属闽县晋安乡海畔里。宋代，琅岐属闽县晋安东乡海畔里。元代，为嘉登海曲里。明代，琅岐属嘉登里。清代，琅岐属闽县东南二区嘉屿区。1934年，改属闽侯县四区。1935年，再次改属闽侯县二区。
1949年8月17日，琅岐设闽江口军民办事处。同年12月，归闽侯县二区。1956年6月，琅岐划归连江县，并于同年10月划归闽侯县。1958年8月，琅岐改为琅岐镇并于同年11月成立琅岐人民公社。1961年11月，琅岐划入福州市郊区。1963年6月，设琅岐区。1969年11月，改为琅岐人民公社。1970年，琅岐划入连江县。1975年12月，再次划回福州市郊区。1984年，琅岐人民公社改名琅岐乡。1991年10月，琅岐乡改名为琅岐镇。1996年1月，琅岐镇由福州市郊区划入马尾区。1999年12月，成立琅岐经济区。

## 行政区划
琅岐镇现辖1个社区、27个行政村：
闽琅社区、争丰村、劳丰村、劳光村、乐村、吴庄村、海屿村、云龙村、劳团村、东红村、建光村、荣光村、龙台村、凤窝村、董安村、南兜村、后水村、院前村、群星村、星光村、红星村、红光村、农旗村、光明村、星辉村、勤耕村、光辉村和闽江村。

## 交通

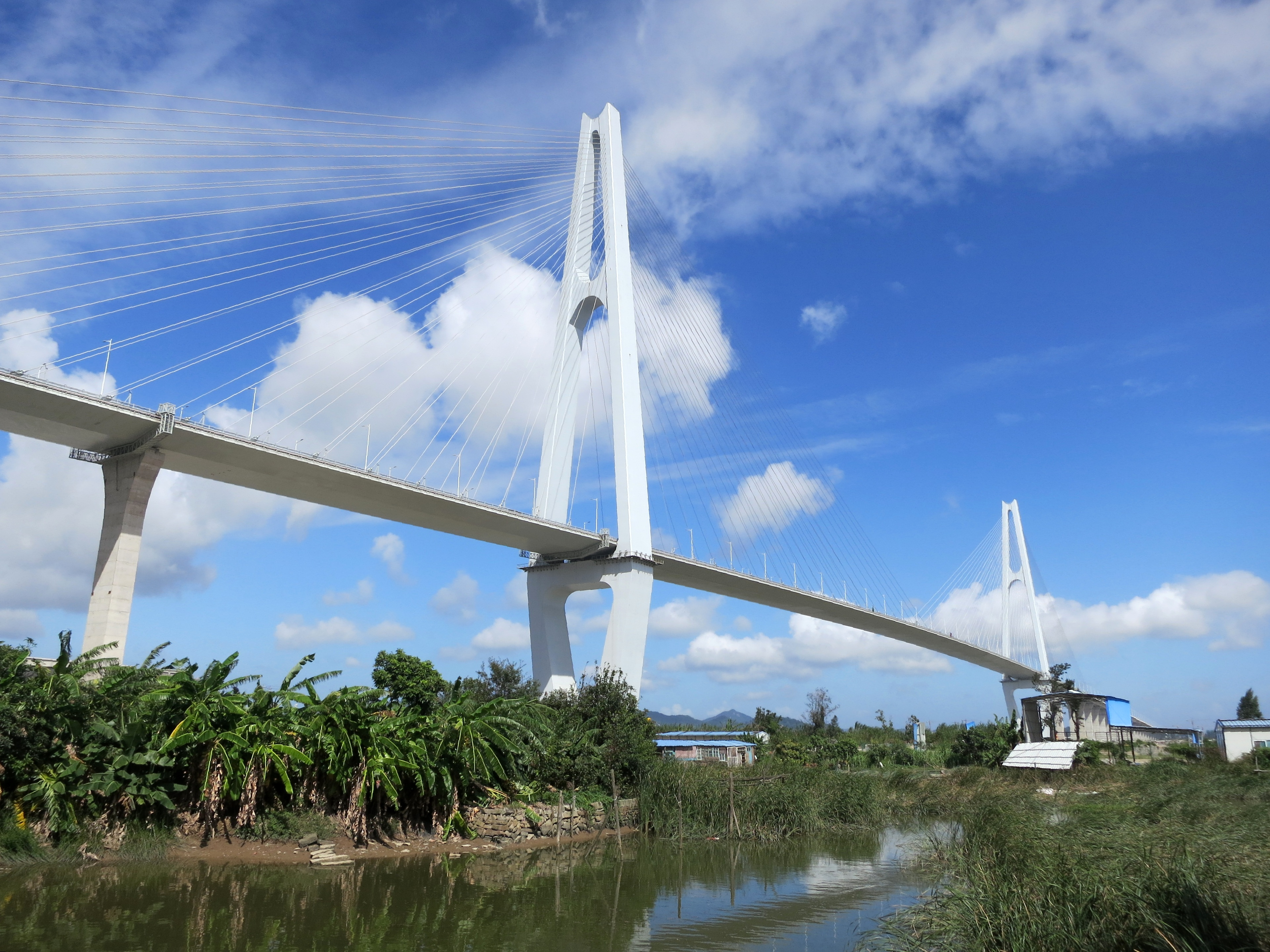
琅岐闽江大桥

“琅者，美玉也”，“岐者，水中高地也”。琅岐镇是闽江口的一个海岛，素有“闽江口珍珠”之称。

### 出岛交通

#### 桥梁
目前共有四座桥梁提供居民出岛：
- 琅岐大桥：位于琅岐镇南面，与长乐区猴屿乡浮岐村相连，是2014年元旦前的主要出岛方式。2014年1月后，人们俗称此桥为“琅岐旧大桥”。
- 琅岐闽江大桥：位于琅岐镇西面、跨越閩江北港航道，也称“琅岐新大桥”，連接琅岐島與福州主城，于2014年1月1日正式通車。大橋全長2,675米，其中主橋為雙塔等高斜拉橋，橋長1,280米，主跨680米，雙向六車道通行，設計行車速度60公里/小時，大橋主塔高度均為223米，為福州最高的橋樑主塔。琅岐閩江大橋的通車使琅岐至馬尾中心區的車程縮短至15分鐘左右，更因琅岐通往亭江、鼓岭公路、桥梁、隧道网的建成通车，使琅岐岛至福州主城區車程縮短至30分鐘左右。
- 長門大橋：已于2019年9月通车，下距閩江入海口約5公里，跨越闽江金牌门水道，北岸為連江縣琯頭鎮長門村，南岸為琅岐镇鳳窩村，是 福州绕城高速東南段以及 甬莞高速福州段的關鍵控制性工程。
- 琅岐特大桥：位在琅岐南面的海屿村，与长门大桥同为 福州绕城高速東南段的一部分。这两座高速公路大桥的建成再次提升琅岐的對外交通，在琅岐岛上即可直接进入高速公路网，并将 福州绕城高速與 福州机场高速、 沈海高速、 福银高速連成一體，构成新的福州市大外環高速路。

由于琅岐岛交通的日益方便，连江县琯头镇壶江岛因地理位置靠近琅岐岛，故修建壶江大桥连接至琅岐镇的环岛路，大大方便了壶江岛的交通出行，使这个昔日的渔岛也能方便地接入高速公路。

#### 轮渡
琅岐镇西面设有东岐轮渡码头，可通往福州经济开发区及马尾港，轮渡分只渡人的客轮和可渡各种机动车的渡船。目前，轮渡的功能和作用已经被于2014年1月通车的琅岐闽江大桥所替代。

### 公共交通
琅岐镇在全鎮範圍内也已經大興基礎建設、鋪路修橋。新建成的環島路一期、二期、三期均已通车。大衆公共交通有：

#### 島内
共有4條公交綫路在島内行駛，分別是：521路（云龙村委会↔琅岐红光湖公园）、522路（琅岐红光湖公园↔红蟳公社）、523路（琅岐公交總站↔龍台）及525路（琅岐紅旗環島↔龍台）。

#### 對外
- 40快綫（公交仁德站↔雲龍禮堂）、180路（馬尾青洲公交總站↔琅岐公交總站）、201路（鼓山公交總站↔馬尾琅岐碼頭）、526路（長安村↔龍鼓海邊）。
- 琅岐前鋒環島至鳳坂客運站（腫瘤醫院）的專線小巴（俗稱「厝頭尾小巴」）是民間客運。

### 两马航线
2019年5月17日，马尾琅岐码头至马祖南竿福澳的客运航线开通，被称为“新两马航线”。

## 教育
琅岐镇是閩江口少有的教育强鎮。

### 中學

#### 高中
- 福州琅岐中學

#### 初中
- 福州龍山中學
- 福州金砂中學
- 福州海雲中學

### 小學

#### 中心小学
- 福州琅岐实验小学
- 福州琅岐第二中心小学
- 福州（琅岐）金砂中心小学

#### 一般小学
- 吴庄小学
- 凤窝小学
- 海屿小学
- 云龙小学

### 幼儿园
较为出名的：
- 欣贝幼儿园
- 下岐孝先幼儿园
- 琅岐中心幼儿园
- 金砂伯大尼幼儿园

## 旅游
琅岐镇主要旅游景点有龙鼓度假村、东岐沙滩、红光村的红光湖、上岐村的鳌头山（也称“鳌山公园”）、琅岐闽江大桥、琅岐大桥、凤窝村的金牌炮台遗址、江边的金牌门巨岩和江面上的“双龟把口”景点、金砂村的白云山和白云寺、下岐村的天竺寺、凤窩村南山寺、金砂村天安寺等。此外，琅岐镇各个村里共有着10余座大小不同的姓氏宗祠，各具特色。